# Seridó Oriental (Rio Grande do Norte)
Seridó Oriental is een van de 19 microregio's van de Braziliaanse deelstaat Rio Grande do Norte. Zij ligt in de mesoregio Central Potiguar en grenst aan de microregio's Borborema Potiguar, Serra de Santana, Seridó Ocidental, Seridó Ocidental (PB) en Seridó Oriental (PB). De microregio heeft een oppervlakte van ca. 3.777 km². In 2006 werd het inwoneraantal geschat op 118.004.
Tien gemeenten behoren tot deze microregio:
- Acari
- Carnaúba dos Dantas
- Cruzeta
- Currais Novos
- Equador
- Jardim do Seridó
- Ouro Branco
- Parelhas
- Santana do Seridó
- São José do Seridó

Mesoregio's: Agreste Potiguar · Central Potiguar · Leste Potiguar · Oeste Potiguar

Microregio's: Angicos · Agreste Potiguar · Baixa Verde · Borborema Potiguar · Chapada do Apodi · Litoral Nordeste · Litoral Sul · Macaíba · Macau · Médio Oeste · Mossoró · Natal · Pau dos Ferros · Seridó Ocidental · Seridó Oriental · Serra de São Miguel · Serra de Santana · Umarizal · Vale do Açu